# Kováts Tamás
Kézdi-szentléleki Kováts Tamás (Kézdiszentlélek, 1799. december 21. – Pest, 1831. május 16.) bölcseleti és jogi doktor, ügyvéd, költő, lapszerkesztő.

## Élete és munkássága
A pesti egyetemen végezte bölcseleti és jogi tanulmányait és ügyvédi oklevelet szerzett; azután hajlamát követve hírlapíró lett és a Kultsár István szerkesztette Hazai s Külföldi Tudósításoknak és melléklapjának, a Hasznos Mulatságoknak segédszerkesztője lett 1826-ban, majd Kulcsár halála (1828. március 30.) után átvette mind a két lap szerkesztését, melyet 1831. május 16-án Pesten történt halálaig folytatott.
Költeményeket is írt a Hebébe (1825), az Aurorába (1827), az Uraniába (1829) és egy hátrahagyott költeményét a Regélő (1833) közölte.